# Associazione Calcio Reggiana 1919 2023-2024
Questa voce raccoglie le informazioni riguardanti l'Associazione Calcio Reggiana 1919 nelle competizioni ufficiali della stagione 2023-2024.

## Divise e sponsor
Nella stagione 2023-24 il club di Reggio Emilia ha infatti rinnovato la propria partnership con Macron per tre stagioni, estendendo fino al 2026 la collaborazione iniziata con la stagione 2018/19. Tutti i kit sono realizzati in Eco Fabric, tessuto proveniente al 100% da plastica riciclata. Tale scelta si inserisce anche nella filosofia del club granata di attenzione verso le tematiche sociali e ambientali intrapresa negli ultimi anni.
La maglia casalinga è granata con collo a V e con dettagli tricolori sul bordo manica. Il tricolore, al quale è strettamente legata la città di Reggio Emilia, appare anche nel retrocollo insieme alla scritta AC REGGIANA 1919 sotto alla quale è stampato "35°" che indica la trentacinquesima partecipazione al campionato di Serie B dall'esordio nella sua prima edizione del 1929/30. Sul petto, in oro, il Macron Hero e lo stemma del club reggiano. Il kit è completato da pantaloncini blu navy e calzettoni a bande orizzontali granata e blu navy già utilizzati negli anni 30. Il kit è impreziosito dall'etichetta sul fondo che indica la numerazione progressiva di ogni maglia.
La maglia da trasferta è bianca con collo alla coreana con chiusura a tre bottoni e bordi manica granata, stessa scelta cromatica adottata per la banda verticale lungo i fianchi. Impattante la grafica con due ampie bande diagonali, irregolari e spezzate, una verde e una rossa che insieme al bianco della maglia formano il tricolore, omaggio e riferimento alla storia cittadina. I pantaloncini sono bianchi, così come i calzettoni che hanno il bordo superiore granata. Anche in questo caso è presente sul fondo maglia l'etichetta che indica la numerazione progressiva.
La terza maglia usata anche dal portiere è caratterizzata dalla fusione di rosa fluo e viola che danno vita ad un design grafico moderno, formato da figure e geometrie irregolari presenti in tutto il corpo anteriore e sul fondo maglia posteriore, completato da pantaloncini viola e da calzettoni rosa.
In occasione del derby contro il Modena, a 30 anni dal gol salvezza allo Stadio Giuseppe Meazza conto il Milan segnato da Massimiliano Esposito, è stato utilizzato un kit commemorativo: maglia bianca con colletto granata, calzoncini bianchi e calzettoni bianchi con bordo granata per i giocatori di movimento; la speciale maglia “USA” indossata nella stagione da Claudio Taffarel, per il portiere.

## Organigramma societario
Area direttiva
- Presidente: Carmelo Salerno
- Presidente Onorario: Romano Amadei
- Vice Presidente: Giuseppe Fico
- Vice Presidente e Direttore Generale: Vittorio Cattani
- Responsabile controllo di gestione: Eugenio Imbergamo
- Segretario Generale: Nicola Simonelli
- Responsabile Settore Giovanile: Marcello Pizzimenti
- Dirigente Responsabile settore femminile: Francesco Criscuolo

Area comunicazione e marketing
- Addetto Stampa: Marcello Tosi

Area sportiva
- Direttore sportivo: Roberto Goretti
- Collaboratore direttore sportivo: Marcello Pizzimenti
- Direttore sportivo attività di base: Roberto Ferrari
- Direttore sportivo settore giovanile femminile: Fabio Crespo
- Team Manager: Michele Malpeli
- Responsabile Scouting: Simone Rossi

Area tecnica
- Allenatore: Alessandro Nesta
- Vice Allenatore: Lorenzo Rubinacci
- Collaboratore tecnico: Massimo Lo Monaco
- Match analyst: Vincenzo Varrica
- Preparatore atletico: Giacomo Ceci
- Assistente preparatore atletico: Mattia Fantuzzi
- Collaboratore preparatore atletico: Alessandro Spaggiari
- Preparatore dei Portieri: Marco Bizzarri
- Magazziniere: Matteo Ferri, Emanuele De Felice

Area sanitaria
- Responsabile Sanitario: Marco Cassago
- Recupero infortuni: Alessandro Spaggiari
- Fisioterapisti: Remigio Del Sole, Filippo Torricelli, Davide D'Alessandro

## Rosa
Aggiornata al 6 febbraio 2024. 
 In corsivo i calciatori ceduti durante la stagione 
| N. |                           | Ruolo | Calciatore                    |
| -- | ------------------------- | ----- | ----------------------------- |
| 1  | Italia (bandiera)         | P     | Alex Sposito                  |
| 3  | Italia (bandiera)         | D     | Edoardo Pieragnolo            |
| 4  | Italia (bandiera)         | D     | Paolo Rozzio (capitano)       |
| 7  | Portogallo (bandiera)     | A     | Muhamed Varela Djamanca       |
| 8  | Italia (bandiera)         | C     | Luca Cigarini (vice capitano) |
| 9  | Italia (bandiera)         | A     | Luca Vido                     |
| 10 | Italia (bandiera)         | A     | Eric Lanini                   |
| 11 | Costa d'Avorio (bandiera) | A     | Cedric Gondo                  |
| 12 | Italia (bandiera)         | P     | Giacomo Satalino              |
| 13 | Italia (bandiera)         | P     | Edoardo Motta                 |
| 14 | Nigeria (bandiera)        | C     | Shaibu Nuhu                   |
| 15 | Italia (bandiera)         | D     | Riccardo Fiamozzi             |
| 16 | Argentina (bandiera)      | C     | Tobías Reinhart               |
| 17 | Italia (bandiera)         | D     | Lorenzo Libutti               |
| 18 | Nigeria (bandiera)        | A     | Orji Okwonkwo                 |
| 19 | Italia (bandiera)         | D     | Filippo Romagna               |
| 20 | Spagna (bandiera)         | C     | Álex Blanco                   |

| N. |                     | Ruolo | Calciatore             |
| -- | ------------------- | ----- | ---------------------- |
| 21 | Italia (bandiera)   | C     | Jacopo Da Riva         |
| 22 | Italia (bandiera)   | P     | Francesco Bardi        |
| 23 | Italia (bandiera)   | A     | Stefano Pettinari      |
| 24 | Italia (bandiera)   | C     | Filippo Nardi          |
| 25 | Polonia (bandiera)  | D     | Przemysław Szymiński   |
| 27 | Italia (bandiera)   | D     | Alessandro Marcandalli |
| 28 | Francia (bandiera)  | A     | Janis Antiste          |
| 29 | Croazia (bandiera)  | D     | Marko Pajač            |
| 30 | Italia (bandiera)   | C     | Antonio Vergara        |
| 31 | Italia (bandiera)   | D     | Mario Sampirisi        |
| 33 | Slovenia (bandiera) | C     | Domen Crnigoj          |
| 42 | Italia (bandiera)   | C     | Alessandro Bianco      |
| 44 | Italia (bandiera)   | C     | Davide Gugliemotti     |
| 72 | Italia (bandiera)   | C     | Filippo Melegoni       |
| 77 | Albania (bandiera)  | C     | Elvis Kabashi          |
| 80 | Svizzera (bandiera) | C     | Natan Girma            |
| 90 | Italia (bandiera)   | C     | Manolo Portanova       |

## Calciomercato

### Sessione estiva(dall'1/7 all'1/9)
| Acquisti | Acquisti               | Acquisti         | Acquisti      |
| R.       | Nome                   | da               | Modalità      |
| -------- | ---------------------- | ---------------- | ------------- |
| P        | Francesco Bardi        | Bologna          | svincolato    |
| P        | Giacomo Satalino       | Sassuolo         | prestito      |
| P        | Alex Sposito           | Sangiuliano City | svincolato    |
| D        | André Duarte           | FCU Craiova      | definitivo    |
| D        | Alessandro Marcandalli | Genoa            | prestito      |
| D        | Marko Pajač            | Genoa            | prestito      |
| D        | Filippo Orsi           | Real Calepina    | fine prestito |
| D        | Edoardo Pieragnolo     | Sassuolo         | prestito      |
| D        | Filippo Romagna        | Sassuolo         | svincolato    |
| D        | Mario Sampirisi        | Monza            | definitivo    |
| D        | Przemysław Szymiński   | Frosinone        | prestito      |
| C        | Domen Črnigoj          | Venezia          | prestito      |
| C        | Jacopo Da Riva         | Atalanta         | prestito      |
| C        | Natan Girma            | Sona             | svincolato    |
| C        | Filippo Melegoni       | Genoa            | prestito      |
| C        | Manolo Portanova       | Genoa            | prestito      |
| C        | Antonio Vergara        | Napoli           | prestito      |
| A        | Janis Antiste          | Sassuolo         | prestito      |
| A        | Andrea Arrighini       | Pro Vercelli     | fine prestito |
| A        | Cedric Gondo           | Cremonese        | prestito      |
| A        | Adriano Montalto       | Reggina          | svincolato    |
| A        | Stefano Pettinari      | Ternana          | definitivo    |
| A        | Luca Vido              | Atalanta         | definitivo    |

| Cessioni | Cessioni | Cessioni | Cessioni |
| R.       | Nome     | a        | Modalità |
| -------- | -------- | -------- | -------- |

### Sessione invernale(dal 1/1 al 31/1)
| Acquisti | Acquisti           | Acquisti  | Acquisti   |
| R.       | Nome               | da        | Modalità   |
| -------- | ------------------ | --------- | ---------- |
| D        | Tobías Reinhart    | Temperley | svincolato |
| D        | Diego Stramaccioni | Juventus  | definitivo |
| A        | Álex Blanco        | Como      | definitivo |
| A        | Orji Okwonkwo      | Bologna   | prestito   |

| Cessioni | Cessioni           | Cessioni          | Cessioni      |
| R.       | Nome               | a                 | Modalità      |
| -------- | ------------------ | ----------------- | ------------- |
| D        | Diego Stramaccioni | Juventus Next Gen | prestito      |
| C        | Jacopo Da Riva     | Atalanta          | fine prestito |
| C        | Filippo Nardi      | Cremonese         | fine prestito |
| A        | Eric Lanini        | Parma             | fine prestito |

## Risultati

### Serie B

#### Girone di andata
| Arbitro: | Rutella (Enna) |

|                |           |  |
| Amatucci 45+4’ | Marcatori |  |

| Arbitro: | La Penna (Roma) |

|                      |           |                               |
| Iōannou 4’ Cerri 47’ | Marcatori | 53’ Pettinari 90’ (rig.) Vido |

| Arbitro: | Tremolada (Monza) |

|            |           |                                   |
| Lanini 65’ | Marcatori | 7’ Lucioni 71’ Segre 90+4’ Soleri |

| Parma 2 settembre 2023, ore 18:30 CEST 4ª giornata | Parma                  | 0 – 0 referto | Reggiana | Stadio Ennio Tardini (16 307 spett.)\| Arbitro: \| Manganiello (Pinerolo) \| |
| Arbitro:                                           | Manganiello (Pinerolo) |               |          |                                                                              |

| Arbitro: | Ghersini (Genova) |

|                                    |           |                        |
| Pettinari 15’ (rig.) Portanova 23’ | Marcatori | 65’ Collocolo 86’ Coda |

| Arbitro: | Cosso (Reggio Calabria) |

|                   |           |                |
| F. Esposito 90+5’ | Marcatori | 50’, 81’ Gondo |

| Reggio Emilia 26 settembre 2023, ore 20:30 CEST 7ª giornata | Reggiana          | 0 – 0 referto | Pisa | Mapei Stadium - Città del Tricolore (9 568 spett.)\| Arbitro: \| Santoro (Messina) \| |
| Arbitro:                                                    | Santoro (Messina) |               |      |                                                                                       |

| Arbitro: | Ayroldi (Molfetta) |

|                                      |           |  |
| Celli 9’ Diakité 11’ Distefano 45+2’ | Marcatori |  |

| Arbitro: | Giua (Olbia) |

|           |           |               |
| Girma 10’ | Marcatori | 34’ Di Cesare |

| Arbitro: | Rutella (Enna) |

|           |           |  |
| Gondo 47’ | Marcatori |  |

| Arbitro: | Rapuano (Rimini) |

|  |           |                                               |
|  | Marcatori | 7’ Antiste 43’ (rig.) Cigarini 55’ Pieragnolo |

| Arbitro: | Tremolada (Monza) |

|             |           |          |
| Antiste 26’ | Marcatori | 66’ Buso |

| Arbitro: | Baroni (Firenze) |

|                     |           |  |
| Voca 23’ Tutino 84’ | Marcatori |  |

| Arbitro: | Ferrieri Caputi (Livorno) |

|                |           |            |
| Pieragnolo 50’ | Marcatori | 15’ Mendes |

| Arbitro: | Abisso (Palermo) |

|                         |           |             |
| Manconi 1’ Bozhanaj 70’ | Marcatori | 50’ Antiste |

| Arbitro: | Rutella (Enna) |

|           |           |                      |
| Girma 76’ | Marcatori | 90+2’ (rig.) Moncini |

| Arbitro: | Fourneau (Roma) |

|                 |           |                        |
| Portanova 90+1’ | Marcatori | 44’ Kasami 46’ De Luca |

| Arbitro: | Di Bello (Brindisi) |

|                                   |           |                               |
| Masiello 28’ Casiraghi 81’ (rig.) | Marcatori | 2’ Bianco 52’ Girma 77’ Gondo |

| Arbitro: | Camplone (Pescara) |

|           |           |  |
| Girma 41’ | Marcatori |  |

#### Girone di ritorno
| Arbitro: | Zufferli (Udine) |

|                                   |           |                         |
| Valoti 16’ (rig.) N. Bonfanti 82’ | Marcatori | 9’ Melegoni 34’ Antiste |

| Arbitro: | Pezzuto (Lecce) |

|                     |           |                             |
| Gondo 15’ Girma 67’ | Marcatori | 37’ Gabrielloni 45’ Cutrone |

| Arbitro: | Di Marco (Ciampino) |

|  |           |                         |
|  | Marcatori | 23’ Fiamozzi 83’ Bianco |

| Arbitro: | Massimi (Termoli) |

|             |           |                  |
| Kabashi 79’ | Marcatori | 90+5’ Balestrero |

| Arbitro: | Fabbri (Ravenna) |

|          |           |                 |
| Coda 70’ | Marcatori | 57’ Marcandalli |

| Arbitro: | Monaldi (Macerata) |

|  |           |                        |
|  | Marcatori | 9’ Sgarbi 75’ Raimondo |

| Brescia 24 febbraio 2024, ore 14:00 CET 26ª giornata | Brescia          | 0 – 0 referto | Reggiana | Stadio Mario Rigamonti (4 605 spett.)\| Arbitro: \| Collu (Cagliari) \| |
| Arbitro:                                             | Collu (Cagliari) |               |          |                                                                         |

| Arbitro: | Camplone (Pescara) |

|                |           |            |
| Pieragnolo 63’ | Marcatori | 72’ Odogwu |

| Ascoli Piceno 3 marzo 2024, ore 16:15 CET 28ª giornata | Ascoli           | 0 – 0 referto | Reggiana | Stadio Cino e Lillo Del Duca (7 324 spett.)\| Arbitro: \| Gualtieri (Asti) \| |
| Arbitro:                                               | Gualtieri (Asti) |               |          |                                                                               |

| Arbitro: | Bonacina (Bergamo) |

|  |           |                      |
|  | Marcatori | 12’ (aut.) Fulignati |

| Reggio Emilia 16 marzo 2024, ore 16:15 CET 30ª giornata | Reggiana          | 0 – 0 referto | Spezia | Mapei Stadium - Città del Tricolore (9 996 spett.)\| Arbitro: \| Santoro (Messina) \| |
| Arbitro:                                                | Santoro (Messina) |               |        |                                                                                       |

| Arbitro: | Di Marco (Ciampino) |

|                          |           |                                                  |
| Busio 20’ Pohjanpalo 33’ | Marcatori | 45+1’ Portanova 50’ (aut.) Altare 65’ Pieragnolo |

| Arbitro: | Camplone (Pescara) |

|  |           |                         |
|  | Marcatori | 65’ Pandolfi 78’ Branca |

| Arbitro: | Minelli (Varese) |

|            |           |  |
| Ioniță 60’ | Marcatori |  |

| Arbitro: | Sozza (Seregno) |

|  |           |                                      |
|  | Marcatori | 6’ D'Orazio 44’ Tutino 82’ 90’ Forte |

| Arbitro: | Perenzoni (Rovereto) |

|             |           |                          |
| Brunori 37’ | Marcatori | 52’ Portanova 67’ Rozzio |

| Arbitro: | Baroni (Firenze) |

|                  |           |  |
| Gondo 64’ (rig.) | Marcatori |  |

| Arbitro: | Massimi (Termoli) |

|                  |           |  |
| Se. Esposito 16’ | Marcatori |  |

| Arbitro: | Ghersini (Genova) |

|               |           |                  |
| Portanova 26’ | Marcatori | 61’ (rig.) Bonny |

### Coppa Italia

#### Turni eliminatori
| Arbitro: | Di Marco (Ciampino) |

|                                                                     |           |                           |
| Lanini 38’ (rig.), 65’ (rig.) Portanova 41’, 53’ Girma 42’ Vido 83’ | Marcatori | 13’ Accornero 27’ Cuppone |

| Arbitro: | Santoro (Messina) |

|                |           |                               |
| D'Ambrosio 21’ | Marcatori | 64’ Nardi 84’ (rig.) Cigarini |

| Arbitro: | Santoro (Messina) |

|                          |           |                     |
| Haps 53’ Guðmundsson 99’ | Marcatori | 37’ Varela Djamanca |

## Statistiche

### Statistiche di squadra
| Competizione | Punti | In casa | In casa | In casa | In casa | In casa | In casa | In trasferta | In trasferta | In trasferta | In trasferta | In trasferta | In trasferta | Totale | Totale | Totale | Totale | Totale | Totale | DR |
| Competizione | Punti | G       | V       | N       | P       | Gf      | Gs      | G            | V            | N            | P            | Gf           | Gs           | G      | V      | N      | P      | Gf     | Gs     | DR |
| ------------ | ----- | ------- | ------- | ------- | ------- | ------- | ------- | ------------ | ------------ | ------------ | ------------ | ------------ | ------------ | ------ | ------ | ------ | ------ | ------ | ------ | -- |
| Serie B      | 47    | 19      | 3       | 11      | 5       | 16      | 24      | 19           | 7            | 6            | 6            | 22           | 21           | 38     | 10     | 17     | 11     | 38     | 45     | -7 |
| Coppa Italia | -     | 1       | 1       | 0       | 0       | 6       | 2       | 2            | 1            | 0            | 1            | 3            | 3            | 3      | 2      | 0      | 1      | 9      | 5      | +4 |
| Totale       | -     | 20      | 4       | 11      | 5       | 22      | 26      | 21           | 8            | 6            | 7            | 25           | 24           | 41     | 12     | 17     | 12     | 47     | 50     | -3 |

### Andamento in campionato
| Giornata  | 1  | 2  | 3  | 4  | 5  | 6  | 7  | 8  | 9  | 10 | 11 | 12 | 13 | 14 | 15 | 16 | 17 | 18 | 19 | 20 | 21 | 22 | 23 | 24 | 25 | 26 | 27 | 28 | 29 | 30 | 31 | 32 | 33 | 34 | 35 | 36 | 37 | 38 |
| --------- | -- | -- | -- | -- | -- | -- | -- | -- | -- | -- | -- | -- | -- | -- | -- | -- | -- | -- | -- | -- | -- | -- | -- | -- | -- | -- | -- | -- | -- | -- | -- | -- | -- | -- | -- | -- | -- | -- |
| Luogo     | T  | T  | C  | T  | C  | T  | C  | T  | C  | C  | T  | C  | T  | C  | T  | C  | C  | T  | C  | T  | C  | T  | C  | T  | C  | T  | C  | T  | T  | C  | T  | C  | T  | C  | T  | C  | T  | C  |
| Risultato | P  | N  | P  | N  | N  | V  | N  | P  | N  | V  | V  | N  | P  | N  | P  | N  | P  | V  | V  | N  | N  | V  | N  | N  | P  | N  | N  | N  | V  | N  | V  | P  | P  | P  | V  | V  | P  | N  |
| Posizione | 17 | 12 | 14 | 16 | 14 | 14 | 15 | 15 | 15 | 15 | 12 | 12 | 13 | 14 | 15 | 15 | 16 | 15 | 12 | 11 | 12 | 10 | 10 | 11 | 13 | 13 | 13 | 15 | 12 | 13 | 10 | 11 | 12 | 13 | 12 | 9  | 13 | 11 |

Legenda:

Luogo: C = Casa; T = Trasferta. Risultato: V = Vittoria; N = Pareggio; P = Sconfitta.

### Statistiche dei giocatori
In corsivo i giocatori ceduti durante la sessione invernale.
| Giocatore          | Serie B  | Serie B | Serie B     | Serie B    | Coppa Italia | Coppa Italia | Coppa Italia | Coppa Italia | Totale   | Totale | Totale      | Totale     |
| Giocatore          | Presenze | Reti    | Ammonizioni | Espulsioni | Presenze     | Reti         | Ammonizioni  | Espulsioni   | Presenze | Reti   | Ammonizioni | Espulsioni |
| ------------------ | -------- | ------- | ----------- | ---------- | ------------ | ------------ | ------------ | ------------ | -------- | ------ | ----------- | ---------- |
| G. Satalino        | 9        | -11     | 0           | 0          | 1            | -2           | 0            | 0            | 10       | -13    | 0           | 0          |
| F. Bardi           | 30       | -34     | 2           | 0          | 2            | -3           | 0            | 0            | 32       | -37    | 2           | 0          |
| A. Sposito         | 0        | 0       | 0           | 0          | 0            | 0            | 0            | 0            | 0        | 0      | 0           | 0          |
| P. Rozzio          | 24       | 1       | 6           | 0          | 1            | 0            | 0            | 0            | 25       | 1      | 6           | 0          |
| A. Marcandalli     | 35       | 1       | 5           | 1          | 3            | 0            | 0            | 0            | 38       | 1      | 5           | 1          |
| F. Romagna         | 13       | 0       | 2           | 0          | 2            | 0            | 0            | 0            | 15       | 0      | 2           | 0          |
| P. Szymiński       | 21       | 0       | 3           | 0          | 0            | 0            | 0            | 0            | 21       | 0      | 3           | 0          |
| R. Fiamozzi        | 29       | 1       | 2           | 0          | 3            | 0            | 0            | 0            | 32       | 1      | 2           | 0          |
| A. Pieragnolo      | 33       | 4       | 8           | 1          | 3            | 0            | 0            | 0            | 36       | 4      | 8           | 1          |
| M. Sampirisi       | 26       | 0       | 4           | 0          | 0            | 0            | 0            | 0            | 26       | 0      | 4           | 0          |
| L. Libutti         | 19       | 0       | 2           | 0          | 2            | 0            | 0            | 0            | 21       | 0      | 2           | 0          |
| M. Pajac           | 13       | 0       | 2           | 0          | 0            | 0            | 0            | 0            | 13       | 0      | 2           | 0          |
| D. Guglielmotti    | 1        | 0       | 0           | 0          | 0            | 0            | 0            | 0            | 1        | 0      | 0           | 0          |
| E. Kabashi         | 26       | 1       | 8           | 1          | 0            | 0            | 0            | 0            | 26       | 1      | 8           | 1          |
| A. Bianco          | 35       | 2       | 15          | 0          | 3            | 0            | 1            | 0            | 38       | 2      | 16          | 0          |
| F. Melegoni        | 28       | 1       | 3           | 0          | 1            | 0            | 0            | 0            | 29       | 1      | 3           | 0          |
| D. Crnigoj         | 16       | 0       | 3           | 0          | 1            | 0            | 0            | 0            | 17       | 0      | 3           | 0          |
| J. Da Riva         | 3        | 0       | 0           | 0          | 1            | 0            | 0            | 0            | 4        | 0      | 0           | 0          |
| F. Nardi           | 13       | 0       | 1           | 0          | 3            | 1            | 1            | 0            | 16       | 1      | 2           | 0          |
| T. Reinhart        | 3        | 0       | 0           | 0          | 0            | 0            | 0            | 0            | 3        | 0      | 0           | 0          |
| L. Cigarini        | 21       | 1       | 8           | 1          | 3            | 1            | 1            | 0            | 24       | 2      | 9           | 1          |
| A. Vergara         | 7        | 0       | 1           | 0          | 2            | 0            | 0            | 0            | 9        | 0      | 1           | 0          |
| N. Girma           | 26       | 5       | 7           | 0          | 3            | 1            | 1            | 0            | 29       | 6      | 8           | 0          |
| M. Portanova       | 36       | 5       | 7           | 0          | 3            | 2            | 0            | 0            | 39       | 7      | 7           | 0          |
| J. Antiste         | 28       | 4       | 2           | 0          | 1            | 0            | 0            | 0            | 29       | 4      | 2           | 0          |
| C. Gondo           | 31       | 6       | 5           | 0          | 1            | 0            | 0            | 0            | 32       | 6      | 5           | 0          |
| L. Vido            | 3        | 1       | 0           | 0          | 2            | 1            | 0            | 0            | 5        | 2      | 0           | 0          |
| E. Lanini          | 8        | 1       | 0           | 0          | 3            | 2            | 0            | 0            | 11       | 3      | 0           | 0          |
| Á. Blanco          | 4        | 0       | 0           | 0          | 0            | 0            | 0            | 0            | 4        | 0      | 0           | 0          |
| S. Pettinari       | 19       | 2       | 0           | 0          | 1            | 0            | 0            | 0            | 20       | 2      | 0           | 0          |
| M. Varela Djamanca | 25       | 0       | 1           | 0          | 3            | 1            | 0            | 0            | 28       | 1      | 1           | 0          |
| O. Okwonkwo        | 5        | 0       | 0           | 0          | 0            | 0            | 0            | 0            | 5        | 0      | 0           | 0          |